# 보종
보종(寶宗, 580~?)은 《화랑세기》에만 등장하는 신라의 화랑으로 제16대 풍월주를 역임하였다고 한다. 미실과 설원랑의 아들이다.

## 생애
학계에서 위서로 의심받고 있는 《화랑세기》에 따르면, 보종은 580년에 출생하였다. 그는 내사에 관심이 없어서 오죽하면 어머니 미실이 직접 나서서 며느리를 구할 정도였다. 그렇게 하여 먼저 얻은 아내는 문노와 윤궁낭주의 딸인 현강낭주였는데, 보종이 자신에게 관심을 주지 않자 호림공과 가까이 하여 딸을 낳으면서 그에게 재가하도록 보종이 허락하였다. 그 후에 얻은 아내가 진평왕과 보명궁주의 딸인 양명공주이다. 그녀 사이에서 딸 보량궁주(寶良宮主)와 보라궁주 (寶羅宮主) 설씨가 있다. 전임자 호림공의 부제였다가 유신에게 양보하면서 자연히 유신의 부제가 되었지만, 유신이 염장공을 부제로 삼았다. 하지만 염장공이 이를 고사하고 보종에게 넘기면서 유신의 부제가 되었다. 616년에 풍월주가 되면서 염장공을 부제로 삼았다.

## 가족 관계

### 선대
- 조부 : 설성공(薛成公)
- 조모 : 금진부인 김씨(金珍夫人 金氏)
  - 아버지 : 제 7대 풍월주 설원공(薛原公)
- 외조부 : 미진부
- 외조모 : 묘도부인
  - 어머니 : 미실궁주 김씨(美室宮主 金氏)

### 부인과 후손
- 부인 : 양명공주 김씨(良明公主 金氏) - 진평왕과 보명궁주의 딸
  - 딸 : 보라궁주 설씨(寶羅宮主 薛氏)
  - 딸 : 보량궁주 설씨(寶良宮主 薛氏)
- 부인 : 현강낭주(玄剛娘主) - 8대 풍월주 문노공의 딸, 일찍 죽음

## 관련 작품

### 드라마
- 《선덕여왕》(MBC, 2009년, 배우:백도빈, 곽정욱)

| 전임 유신공 | 제16대 풍월주 616년 - 621년 | 후임 염장공 |